# Ed Caruthers

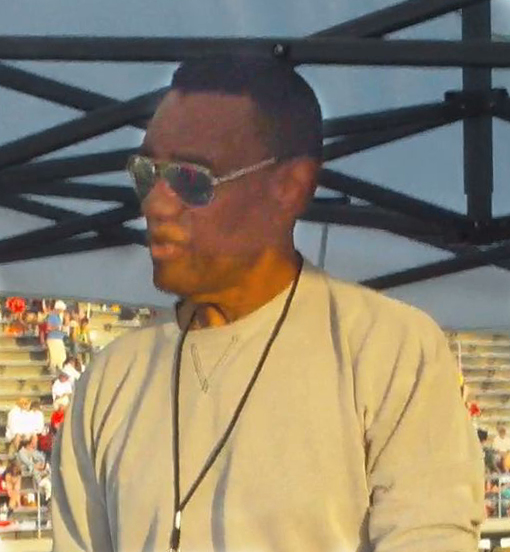
Ed Caruthers 2012

Ed Caruthers (eigentlich Edward J. Caruthers Jr.; * 13. April 1945 in Oklahoma City) ist ein ehemaliger US-amerikanischer Hochspringer.
1964 wurde er US-Meister und Achter bei den Olympischen Spielen in Tokio.
1965 und 1967 wurde er US-Vizemeister, 1967 siegte er bei den Panamerikanischen Spielen in Winnipeg.
Als Sieger der US-Ausscheidungskämpfe fuhr er 1968 zu den Olympischen Spielen in Mexiko-Stadt. Dort musste er sich trotz seiner persönlichen Bestleistung von 2,22 m seinem Landsmann Dick Fosbury geschlagen geben, der mit dem nach ihm benannten Flop 2,24 m überquerte, und gewann Silber vor Walentin Gawrilow aus der Sowjetunion (2,20 m).